# Лоя (Латвия)
Лоя (латыш. Loja) — посёлок в Сейском крае Латвии, после 2009 года Саулкрастском крае. С 2006—2021 гг. был административным центром муниципалитета Сея, затем административный центр Сейской волости. Лоя расположен в излучине реки Лои, на холме Ени высотой 69 м, недалеко от шоссе Мурьяни — Сея. Имеется автобусное сообщение с населеннами пунктами Сигулда, Мурьяни, Рагана, Пабажи, Саулкрасты, Сейа и Рига. Услугу пассажирских перевозок предоставляет AS «CATA».

## Учреждения
В центре посёлка находится Дом культуры, отделение почты, центр услуг, аптека, парикмахерская, магазин и детский сад.

## Дом культуры
Дом культуры Лоя (латыш. Kultūras nams «Loja») — один из трех домов культуры Саулкрастского регионального центра культуры. Здание дома культуры построено в 1950-х годах, в 2018—2021 годах здание было отреставрировано.
Задачей Дома культуры Лояя является реализация государственной культурной политики на территории Сейской волости, обеспечение создания и распространения культурных ценностей, поощрение творческой инициативы, а также обеспечение сохранения и обогащения культурного наследия. В Доме культуры также находится музыкальная и художественная школа.